# Roman Zaremba
Roman Jeremiasz Zaremba (ur. 24 marca 1904 r. w Wawrzyszewie k/Warszawy, zm. 1 listopada 1966 r. w Toruniu) – muzyk.

## Rodzina
Syn Lucjana Zaremby i Walentyny z d. Prusinowska.

### Bracia
- Alojzy Telesfor Zaremba (ur. 5 stycznia 1901 r. –  zm. 4 października 1943 r.) – dyrygent,
- Stanisław Marcin Zaremba ps. „Maciek, Luty”, ur. 1911 w Pruszkowie,  ppor. AK, zginął 3 sierpnia 1944 roku w Powstaniu Warszawskim, pochowany na cmentarzu Żbikowskim w Pruszkowie,
- Jerzy Zaremba ps. „Jawor” ur. 1920 r. w Pruszkowie, po aresztowaniu w 1943 roku osadzony na Pawiaku, rozstrzelany w ruinach getta 29 maja 1943 roku[1],
- Tadeusz Zaremba, po śmierci ojca w 1942 roku był organistą w kościele.

### Związki
Żonaty dwukrotnie:
1. Stanisława z d. Kowalska (ur. 1907 – zm. 1936), dzieci: Zofia (ur. 1929), Maciej (ur. 1931), Jola (1932-1935).
2. Janina z d. Kadzikiewicz (ur. 1914 – zm. 2003), dzieci: Tadeusz Wojciech (1940-2013), Marek Stanisław (1941-2000).

## Życiorys
W czasie I Wojny Światowej był członkiem Polskiej Organizacji Wojskowej w Pruszkowie w stopniu kaprala, w 1918 roku pełnił funkcję podoficera broni.

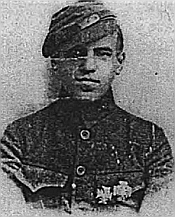
Roman Zaremba po powrocie z wojska w 1921 r., miał wówczas 16 lat.

W latach 1917–1919 uczęszczał do VIII Klasowej Szkoły Filologicznej R. Kowalskiego w Warszawie, ul. Świętokrzyska nr 27, którą na własną prośbę opuścił aby zaciągnąć się do Legii Akademickiej. W 1920 r. w stopniu plutonowego 36 pp Legii Akademickiej walczył na froncie litewsko-białoruskim. W latach 1923–1924 uczył się w Konserwatorium Muzycznym w Warszawie (przedmiot specjalny organy). Lata 1928-1938 wypełniła mu praca w zespołach muzycznych. Występował w zespole muzycznym na statkach M/S „Piłsudski” (1935-1936) i M/S „Batory” (1936-1937).
W latach 1938–1939 pracował w przedsiębiorstwie „Polskie Koleje Państwowe”.
W czasie okupacji w latach 1940-1942 pracował jako pianista w Warszawie w restauracji „Arkadia” ul. Kozia 3, varietes „Paradies” ul. Nowy Świat 3, kabarecie „Colombina” ul. Nowy Świat 40, kawiarni-barze „Mazowiecka 9”.
Od lutego 1941 r. w ZWZ-AK w stopniu sierżanta, jako podoficer broni 5 i 6 kompanii.

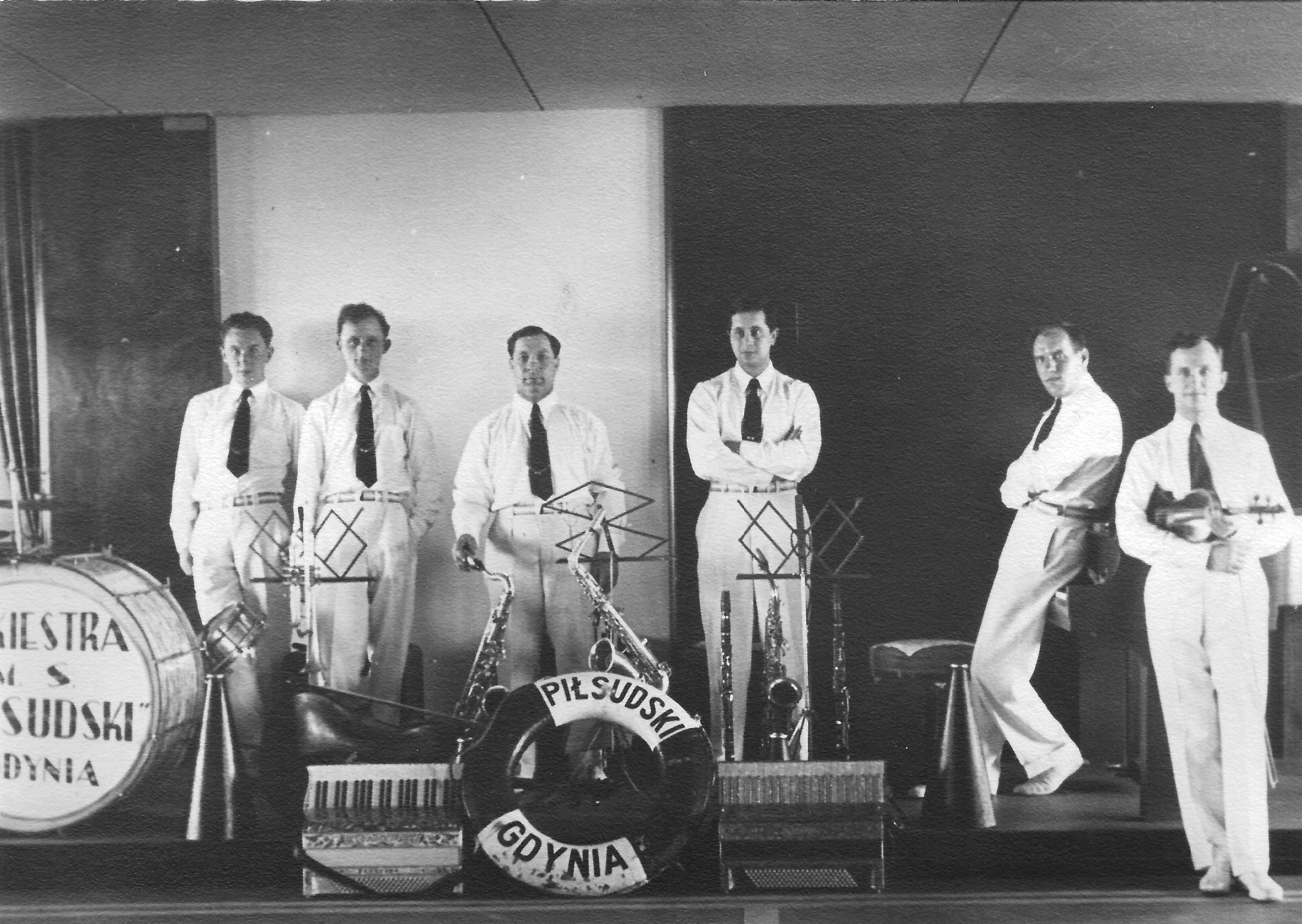
Orkiestra M/S Piłsudski Gdynia, Roman Zaremba drugi od prawej.

W służbie uzbrojenia zastępca oficera uzbrojenia por. H. Krygiera „Walskiego", urządził depozytowy magazyn broni na wieży kościoła żbikowskiego. Od 1 marca 1944 r. szef 5 kompanii. Niestrudzony w pracy podziemnej, wyróżniony za wzorowe przechowywanie broni. Dorywczo brał udział w akcjach zbrojnych dywersji w grupie „Andrzeja" „Kedywu" AK, jednocześnie był współpracownikiem technicznym i kolporterem na Pruszków podziemnego wydawnictwa „Demokrata".
Po rozwiązaniu AK od 19 stycznia 1945 r. w PAL - DOK I Warszawa (według arkusza ewidencji personalnej i załączonych zaświadczeń). Mimo że był żonaty i miał czworo dzieci w wieku od 3 do 15 lat, był całkowicie oddany sprawie walki, a żona aprobowała jego działalność w konspiracji i często pomagała mu w przenoszeniu broni. Od marca 1945 roku w stopniu porucznika przydzielony do odbywania służby w WP w Warszawie, od maja oddelegowany do Torunia na stanowisko kierownika Garnizonowego Domu Żołnierza. Po otrzymaniu samodzielnego mieszkania w Toruniu w 1945 roku sprowadza rodzinę z Pruszkowa. W czerwcu 1946 mianowany przez Pełnomocnika Rządu Tymczasowego R.P. na obwód Białogród wójtem komisarycznym gminy wiejskiej Łęczno.
W latach 1945–1947 kierował Zespołem „Awangarda” Garnizonowego Klubu żołnierza w Toruniu. Od połowy lat pięćdziesiątych, aż do śmierci kierował kwartetem wokalnym Zakładów Mięsnych w Toruniu. Należał do Związku Zawodowego Muzyków R.P. (sekcja muzyka rozrywkowa).
Zmarł 1 listopada 1966 roku. Pochowany jest na cmentarzu żbikowskim w Pruszkowie.

## Odznaki i odznaczenia
- Medal Pamiątkowy za Wojnę 1918–1921,
- Krzyż Walecznych,
- Warszawski Krzyż Powstańczy,
- Medal Niepodległości,
- Odznaka Grunwaldzka.